# Consejo de Estado de 1942

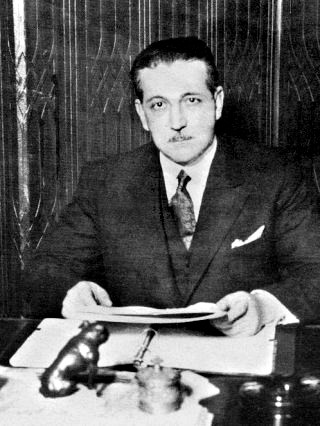
Alfredo Baldomir.

El Consejo de Estado de Uruguay de 1942 fue creado por el golpe de Estado impulsado por el presidente Alfredo Baldomir, el 21 de febrero de aquel año.

## Contexto
Uruguay no pudo mantenerse al margen de la Segunda Guerra Mundial, por más que el teatro bélico de ésta estuvo muy alejado de su territorio. Ya durante la Batalla del Río de la Plata en diciembre de 1939, la neutralidad del gobierno uruguayo había quedado seriamente en entredicho tras las presiones de Inglaterra.
En 1940, y tras la campaña periodística de Hugo Fernández Artucio que denunciaba la penetración nazi en Uruguay, el espectro político uruguayo tomó o fue obligado a tomar partido por la fuerza de los acontecimientos. Es a partir de ese momento cuando en el marco de una opinión pública predominantemente aliadófila, el batllismo, por entonces oposición al gobierno de Alfredo Baldomir, hizo suya la causa de las potencias que combatían al Eje.
Los sectores vinculados al terrismo y al herrerismo fueron atacados duramente desde la prensa batllista y la de la izquierda, quienes los acusaron de ser partidarios de las potencias fascistas. Esta campaña se hizo más virulenta cuando en junio de 1941 la Unión Soviética fue invadida por Hitler, lo cual puso al Partido Comunista del Uruguay del lado de los aliadófilos.
La entrada de los Estados Unidos en el conflicto, en diciembre de 1941, motivó una declaración de no beligerancia de este país por parte del gobierno de Alfredo Baldomir, que así comenzaba un acercamiento a la oposición política y se desmarcaba de su anterior identificación con el terrismo y el herrerismo.
La Casa Blanca presionó políticamente a partir de entonces con cada vez mayor insistencia a los gobiernos de los estados hispanohablantes de América con el fin de evitar que Alemania, Italia y Japón pudieran conseguir cualquier forma de apoyo en el hemisferio, hecho probable dada la existencia de una serie de gobiernos autoritarios —algunos de ellos con rasgos fascistas— producto de la crisis de 1929. Salvo la Argentina, todos ellos, en mayor o menor medida, no solamente rompieron relaciones con el Eje o incluso le declararon la guerra, sino que también se pudo comprobar un proceso de potabilización de los aspectos más chocantes de muchos de esos regímenes poco o nada democráticos. Este último hecho se avenía perfectamente a la dicotomía de la causa bélica que los Aliados habían acuñado: Democracia o Fascismo.
El Uruguay no fue una excepción. La "exigencia democratizadora" impuso limar las aristas del régimen anterior y preparar el retorno a la democracia plena, ausente desde marzo de 1933. Es en este marco que Alfredo Baldomir, con el apoyo del batllismo, los nacionalistas independientes y el Partido Comunista, y con la oposición del herrerismo y la Unión Cívica del Uruguay, disolvió el Parlamento (mitad terrista y mitad herrerista y por tanto uno de los símbolos del estado de cosas anterior) el 21 de febrero de 1942. Los aliados elogiaron el golpe de Estado en sendas declaraciones, al igual que el batllismo, que lo había reclamado desde su prensa tiempo antes.

## Integración y cometidos
El Consejo de Estado de 16 miembros, que lo sustituyó, contó entre otros integrantes, a Juan José de Amézaga, José Serrato, Pedro Cosio, Víctor Sudriers, Alfredo Campos, César Batlle Pacheco, Tomás Berreta, Ricardo Cosio, Juan Pedro Fabini y Andrés Martínez Trueba.
La obra legislativa del Consejo de Estado de 1942 fue más que ninguna otra la elaboración de una nueva constitución que sustituyera varios aspectos organizativos de la Constitución de 1934: la llamada Constitución de 1942.
El 29 de noviembre de 1942 se realizaron las elecciones, en las que triunfó Juan José de Amézaga, apoyado por el oficialismo y el batllismo. El Consejo de Estado se disolvería poco después, siendo sustituido por el parlamento recientemente electo.